# Saint-Macaire-du-Bois

Saint-Macaire-du-Bois este o comună în departamentul Maine-et-Loire, Franța. În 2009 avea o populație de 425 de locuitori.